# کره بادام هندی
کره بادام هندی (انگلیسی: Cashew butter) یک پخشینه است که از بادام هندی پخته شده یا برشته‌شده تهیه می‌شود. این کره، خامه‌ای و دارای طعم قوی است و در صورت ذخیره‌سازی، مواد جامد و روغن‌های آن به راحتی از هم جدا می‌شوند. کره بادام هندی دارای مقدار زیادی پروتئین، چربی غیراشباع و ویتامین‌های گروه ب می‌باشد.
یک قاشق غذاخوری از کره بادام هندی فاقد نمک، دارای ۹۴ کالری است و ۱۲ درصد از مقدار روزانه چربی و ۸ درصد از چربی اشباع روزانه یک فرد را تأمین می‌کند. هرچند نسبت به بیشتر دانه‌های آجیل دارای چربی کمتری است.
با توجه به نظر خدمات توسعه مشارکتی دانشگاه کنتاکی، به خاطر اینکه کره بادام هندی خام نسبت به گونه برشته شده دارای مواد مغذی بیشتری است، بهتر است این نوع از کره بادام هندی مصرف گردد.